# Iveco SM 88.50 TIM 8x8
L'ensemble IVECO ASTRA ACTL SM 88.50 TIM 8x8 est un ensemble militaire routier transporteur de char composé d'un tracteur ASTRA M100.50 WTM 8×8 tractant une semi-remorque Lohr SMC 64-6.3 DI à 6 essieux. Cet ensemble a été conçu, à l'origine, pour l'armée italienne pour le transport routier rapide des chars Ariete C1 de 60 tonnes. Les anciens ensembles Iveco ATC 81 étant limités à 50 tonnes de charge utile, il fallut renouveler ces moyens lourds de transport militaire au début des années 2000.

## Histoire
Au cours des années 1980, l'armée italienne a voulu se doter d'un char d'assaut moderne pour remplacer las anciens chars OTO Melara OF-40 et Leopard 1 dont la conception remontait au début des années 1960. Bien que la priorité ait été donnée au développement du véhicule blindé chasseur de chars Centauro destiné à remplacer, au sein de l'OTAN, les vieux chars Patton M47, le char Ariete a été développé par le consortium Fiat-OTO Melara est un char lourd de 55 à 62 tonnes, selon la nature du blindage.
Pour transporter ce nouveau char, l'armée a été obligée de recourir à un nouvel ensemble de transport routier et a lancé un appel d'offres spécifique. C'est le constructeur italien IVECO D.V. qui l'a remporté avec son véhicule déjà connu de plusieurs armées, le tracteur ASTRA SM 88.50, en version 8x8 de 500 ch. Une version 680 ch a été présentée depuis.

L'appellation italienne des véhicules militaires se déchiffre ainsi :
- AC : Autocarro = Camion
- T : Tactique
- L : Logistique
- SM : Standard Militaire
- 8×8 : Configuration de transmission

Un kit de protection blindée de premier niveau, avec des composants en kevlar, est disponible dès le modèle de base. Il est aussi possible d'armer le véhicule avec une mitrailleuse sur la cabine.
Ce véhicule est référencé Astra Iveco M100.50 WTM sur les marchés hors de l'Italie. Il semble que 10 exemplaires au moins soient en service dans l'armée italienne.